# 한국개발연구원 국제정책대학원대학교
한국개발연구원 국제정책대학원대학교(KDI School of Public Policy and Management)는 1997년 설립된 한국개발연구원 부설 특수전문대학원이다. 1998년 3월 개원했다. 개발 경제 및 공공 정책 분야에서 이론 지식과 실무 기술을 갖춘 국제 전문가를 양성하고, 급변하는 국제 환경에 대처해 사회의 모든 부문에서 글로벌 리더십을 발휘할 수있는 미래 지도자 육성을 목표로 설립되었다.

## 교육과정
석사학위과정은 주간과정과 주말·야간과정으로 나뉘어 탄력적으로 운영되고 있다. 주간과정의 경우 1년차에 coursework를 모두 이수하면 2년차에는 직장근무를 병행하면서 논문 또는 보고서를 작성하면 최소 18개월 이후에는 학위취득이 가능하다. 주말·야간과정은 직장인을 위하여 개설되며 총 2년이 소요된다. 정책학(MPP: Master of Public Policy), 개발정책학(MDP: Master of Development Policy), 공공관리학(MPM: Master of Public Management) 모두 주간과정과 주말·야간과정이 각각 운영되고 있고, 모든 과정은 100% 영어로 진행된다.
박사과정은 세계적 수준의 정책분석능력을 갖춘 정책연구자 및 이론과 실무를 겸비한 공공부분의 전문 행정가 양성을 목적으로 한다. 학위는 정책학 박사(Ph.D. in Policy)이며 세부전공으로 경제정책(Economic Policy), 개발정책(Development Policy)가 있다. 2024년에는 공공정책 데이터 사이언스(MDS) 석사 과정이 신설되며 1기 신입생을 모집하였다.
본래 서울특별시 동대문구 청량리동에 있었으나, 2014년 12월 22일자로 세종특별자치시 남세종로 263으로 이전하였다.

## 특징
- 이론과 실무를 겸비한 최고의 교수진
- Case Study, Simulation, Debate 중심의 실용적 교육
- 전 과목 100% 영어강의를 통한 글로벌 학습환경 조성
- 전 세계 41개 대학과 복수학위 및 교환프로그램 운영
- 정부/기업/금융/언론/일반/국제학생간 글로벌네트워크 형성

## 국제학생 네트워크
- 1998년 이래 3,100명(141개국) 이상의 국제학생 동문 배출. 국제적인 Alumni Network 형성 (국내외 총 7,300여 명의 동문)
- 우수한 개도국 핵심부처 공무원과 Networking 형성으로 관련국가와의 긴밀한 관계 형성은 물론 국내기업의 해외진출을 간접지원하는 대학원의 핵심역량으로 성장